# (6509) 1983 CQ3
(6509) 1983 CQ3 là một tiểu hành tinh vành đai chính. Nó được phát hiện bởi Henri Debehogne và Giovanni de Sanctis ở Đài thiên văn La Silla ở Chile, ngày 12 tháng 2 năm 1983.